# Cambria
Cambria是搭載於微軟Windows Vista、Microsoft Office 2007和Microsoft Office 2008 for Mac等軟體的一個襯線字型，其字元間距和比例平均，對角和垂直方向的筆畫和襯線比較粗，而水平向的襯線比較細，強調筆畫的末筆。
用在大小超過20點的標題時，字符的间距會些微縮小以求美觀，但不適用於商業文件。

## Cambria Math
微软另外還發布了衍生字型Cambria Math，由Jelle Bosma和Ross Mills開發，其含有更多專門的數學符號字元，以供科學出版之用，同時支援國際音標字符。Cambria和Cambria Math都是並存在一個TrueType檔案裡（TTC），安裝後，兩種字體會分別顯示在字型選項裡。

## 外部連結
- Microsoft Cleartype Font Collection（页面存档备份，存于） at Microsoft Typography